# Брезниця Нашицька
45°32′ пн. ш. 18°12′ сх. д. / 45.53° пн. ш. 18.2° сх. д.
Брезниця Нашицька (хорв. Breznica Našička) — населений пункт у Хорватії, в Осієцько-Баранській жупанії у складі громади Кошка.

## Населення
Населення за даними перепису 2011 року становило 617 осіб.
Динаміка чисельності населення поселення:

## Клімат
Середня річна температура становить 11,06 °C, середня максимальна – 25,38 °C, а середня мінімальна – -6,00 °C. Середня річна кількість опадів – 690 мм.
| Клімат поселення                              | Клімат поселення | Клімат поселення | Клімат поселення | Клімат поселення | Клімат поселення | Клімат поселення | Клімат поселення | Клімат поселення | Клімат поселення | Клімат поселення | Клімат поселення | Клімат поселення | Клімат поселення |
| Показник                                      | Січ.             | Лют.             | Бер.             | Квіт.            | Трав.            | Черв.            | Лип.             | Серп.            | Вер.             | Жовт.            | Лист.            | Груд.            |                  |
| Середній максимум, °C                         | 5,71             | 7,99             | 12,53            | 17,11            | 22,11            | 25,38            | 25,38            | 24,82            | 20,62            | 15,29            | 9,37             | 5,40             |                  |
| Середня температура, °C                       | −0,15            | 2,12             | 6,70             | 11,27            | 16,27            | 19,54            | 21,38            | 20,84            | 16,64            | 11,30            | 5,40             | 1,40             |                  |
| Середній мінімум, °C                          | −6               | −3,7             | 0,82             | 5,40             | 10,41            | 13,67            | 17,41            | 16,85            | 12,65            | 7,33             | 1,41             | −2,56            |                  |
| Норма опадів, мм                              | 43               | 40               | 41               | 54               | 65               | 89               | 63               | 61               | 52               | 60               | 68               | 54               |                  |
| Середньомісячна швидкість вітру, м/с          | 2.20             | 2.45             | 2.70             | 2.61             | 2.30             | 2.20             | 2.10             | 1.90             | 1.90             | 2.00             | 2.10             | 2.24             |                  |
| Середньомісячна сонячна радіація, кДж/м²·день | 4232             | 6920             | 10816            | 15278            | 19291            | 21337            | 22207            | 20257            | 14913            | 9268             | 4766             | 3563             |                  |
| --------------------------------------------- | ---------------- | ---------------- | ---------------- | ---------------- | ---------------- | ---------------- | ---------------- | ---------------- | ---------------- | ---------------- | ---------------- | ---------------- | ---------------- |
| Джерело:                                      |                  |                  |                  |                  |                  |                  |                  |                  |                  |                  |                  |                  |                  |